# IEEE 802.12
IEEE 802.12 est une norme pour les réseaux informatiques édictée par l'Institute of electrical and electronics engineers. La norme décrit le système nécessaire pour atteindre des débits de 100 Mbit/s. Elle spécifie, par exemple, la couche physique et la sous-couche MAC de la couche de liaison de données du modèle OSI. La norme IEEE 802.12 utilise le mécanisme de demande de priorité pour l'accès aux médias à 100 Mbit/s, pour une variété de médias physiques.
Elle est aussi appelée 100 VG/Anylan et fut promue par HP en concurrence avec 802.3u (100BASE-T) qui a finalement dominé le marché. Bien que l'expérience sur 100VG/Anylan soit plus réduite du fait d'une pénétration du marché beaucoup plus faible que 100BaseT, les données de l'époque du lancement de cette technique semblaient indiquer un avantage technique prononcé sur 802.3u.[réf. nécessaire]